# ISouljaBoyTellem
iSouljaBoyTellem è il secondo album in studio del rapper statunitense Soulja Boy, pubblicato il 16 dicembre 2008. L'album è stato per la maggior parte prodotto dallo stesso Soulja Boy, insieme ad altri produttori discografici importanti della scena hip-hop come Mr. Collipark, Polow Da Don, Zaytoven, Drumma Boy, Jim Jonsin e altri. Tra i vari featuring, spiccano quelli con Chris Brown, Gucci Mane, Shawty Lo, Yo Gotti, Sean Kingston e Lil Wayne.
iSouljaBoyTellem ha debuttato alla posizione numero 43 della Billboard 200, vendendo oltre 46.000 copie nella prima settimana. Ad oggi, l'album ha venduto più di 400.000 copie.
L'album ha ricevuto recensioni contrastanti da parte di critici musicali, che hanno definito il prodotto essere una brutta copia del suo album precedente Souljaboytellem.com.

## Contesto
Il primo singolo dell'album avrebbe dovuto essere iDance, traccia che è stata rilasciata online nel 2008. Tuttavia, la canzone è stata rimossa dall'album per ragioni sconosciute e così, il primo singolo ufficiale dell'album ad essere rilasciato, è stato Bird Walk.

## Singoli
Dall'album, sono stati estratti 5 singoli: Bird Walk, Kiss Me Thru The Phone, Soulja Boy Tell' Em, Turn My Swag On e Gucci Bandanna.
Bird Walk è stato pubblicato come primo singolo dell'album il 23 ottobre 2008. Il singolo, ha raggiunto la posizione numero 2 della Bubbling Under Hot 100. 
Kiss Me Thru The Phone, con Chris Brown, è stato il secondo singolo estratto, pubblicato il 26 novembre 2008. La canzone, ha raggiunto la posizione numero 3 della Billboard Hot 100, la posizione numero 1 della Billboard Hot Rap Songs, la posizione numero 1 della Bubbling Under R&B/Hip-Hop Singles ed è arrivata tra le prime 10 posizioni anche in Canada, in Nuova Zelanda e nel Regno Unito. Kiss Me Thru The Phone, è stato l'ottavo singolo più venduto del 2009 con più di 5 milioni di copie vendute in tutto il mondo, cifre che, ad oggi, lo rendono uno dei singoli più venduti di tutti i tempi. Dopo Crank That, è il singolo di maggior successo di Soulja Boy. 
Il terzo singolo estratto dall'album, Soulja Boy Tell' Em, è stato rilasciato il 9 gennaio 2009. Il videoclip rilasciato su YouTube, presenta un Soulja Boy in versione cartone animato. Nel video, figura anche l'attore statunitense Alfonso Ribeiro. 
Il quarto singolo estratto, Turn My Swag On, è stato pubblicato il 26 gennaio 2009. La canzone, è stata eseguita per la prima volta durante i BET Awards 2009. Il singolo, ha raggiunto la posizione numero 19 della Billboard Hot 100, la posizione numero 3 della Hot Rap Songs e la posizione numero 3 anche nella classifica della Hot R&B/Hip-Hop Songs. Il singolo, ad oggi, ha venduto più di 1.000.000 di copie digitali negli Stati Uniti, tanto da renderlo il singolo più venduto di Soulja Boy dopo Kiss Me Thru The Phone e Crank That. Il remix ufficiale della canzone, che vede la presenza di Lil Wayne, è stato rilasciato il 12 febbraio 2009 ed ha raggiunto la posizione numero 65 della Hot 100 Airplay.
Il quinto ed ultimo singolo dell'album, Gucci Bandanna, con Gucci Mane e Shawty Lo, è stato rilasciato il 26 aprile 2009. La canzone, ha raggiunto la posizione numero 89 della Hot R&B/Hip-Hop Songs.

## Tracce
| N° | Titolo                  | Produttore/i              | Featuring             | Durata |
| -- | ----------------------- | ------------------------- | --------------------- | ------ |
| 1  | I'm Bout Tha Stax       | Drumma Boy                |                       | 3:20   |
| 2  | Bird Walk               | Soulja Boy, Mr. Collipark |                       | 3:33   |
| 3  | Turn My Swag On         | Natural Disaster, Top Cat |                       | 3:26   |
| 4  | Gucci Bandanna          | Soulja Boy                | Gucci Mane, Shawty Lo | 3:56   |
| 5  | Eazy                    | Zaytoven                  |                       | 3:22   |
| 6  | Kiss Me Thru The Phone  | Jim Jonsin, Mr. Collipark | Chris Brown           | 3:13   |
| 7  | Booty Got Swag          | Soulja Boy                |                       | 3:06   |
| 8  | Rubber Bands            | Drumma Boy                |                       | 4:14   |
| 9  | Hey You There           | Soulja Boy                |                       | 3:52   |
| 10 | Yamaha Mama             | Polow Da Don              | Sean Kingston         | 4:38   |
| 11 | Wit My Yums On          | Soulja Boy                |                       | 3:28   |
| 12 | Go Head                 | Soulja Boy                | Juney Boomdata        | 3:41   |
| 13 | Shoppin' Spree          | Mr. Hanky                 | Gucci Mane, Yo Gotti  | 4:46   |
| 14 | Soulja Boy Tell 'Em     | John Boy                  |                       | 3:31   |
| 15 | Whoop Rico              | DJ GB                     | Show Stoppas          | 4:06   |
| 16 | I Pray                  | Drumma Boy                |                       | 5:46   |
| 17 | Twerk Fest              | Mr. Hanky                 |                       | 3:39   |
| 18 | Turn My Swag On (Remix) | Natural Disaster, Top Cat | Lil Wayne             | 3:30   |

## Classifiche
| Classifica (2008-2009)                  | Posizione più alta |
| --------------------------------------- | ------------------ |
| U.S. Billboard 200                      | 43                 |
| U.S. Top R&B/Hip-Hop Albums (Billboard) | 8                  |
| U.S. Top Rap Albums (Billboard)         | 11                 |
| Regno Unito                             | 94                 |